# تاريخ الإكوادور (1830–1860)
تاريخ جمهورية الإكوادور بين عامي 1830 1860 يبدأ بانهيار دولة كولومبيا الكبرى في عام 1830، ثم اغتيال أنطونيو خوسيه دي سوكري وموت سيمون بوليفار بمرض السل في نفس العام. نُقل عن بوليفار قوله قبل وفاته بقليل متأثرًا بتفكك كولومبيا الكبرى: « لا يمكن السيطرة على أمريكا. أولئك الذين خدموا الثورة قد حرثوا البحر». تبدو هذه الكلمات وكأنها حكم نبوية خلال الفوضى التي شهدتها السنوات الثلاثون الأولى من عمر الإكوادور.
كان الجنرال خوان خوسيه فلوريس أول رئيس للإكوادور، وحكم منذ عام 1830 وحتى عام 1834. تنازل عن الرئاسة بعد تمرد عام 1834، واختار نائبه خوسيه فيسنتي روكافيرتي رئيسًا جديدًا للإكوادور، لكنه احتفظ لنفسه بسلطات كبيرة مثل قيادة الجيش. في عام 1839، استقال روكافيرتي وعاد فلوريس إلى الرئاسة، ولكنه خلع من المنصب ونفي من الإكوادور بعد تمرد عام 1845. شهدت السنوات الخمس عشرة التالية الكثير من الاضطرابات، إذ تصارعت الفصائل المختلفة من أجل الحكم، ووصلت الأمور إلى ذروتها في سنة 1859 التي أُطلق عليها اسم «السنة العصيبة» في تاريخ الإكوادور. واجه الرئيس فرانسيسكو روبلز العديد من حركات المعارضة، وبدأت دولة البيرو المجاورة تحت حكم الرئيس رامون كاستيلا بالتفاوض مع جميع الفصائل، وفرضت حصارًا شاملًا على الإكوادور بناءً على اقتراح كاستيلا. اختارت الفصائل الإكوادورية المتنافسة الجنرال غييرمو فرانكو للتفاوض معه. عندما أدركت الفصائل أن فرانكو قد خانها، اتحدت معًا في معركة غواياكيل بين 22 و24 سبتمبر 1860 وهزمت فرانكو.

## بدايات جمهورية الإكوادور
لم يحقق استقلال الإكوادور عن إسبانيا التحرر الثوري المنشود لجماهير الفلاحين هناك، بل حصل العكس تمامًا؛ ساءت أحوال الفلاحين بعد رحيل المسؤولين الملكيين الإسبان الذين لعبوا دورًا هامًا في الماضي في حماية السكان الأصليين من انتهاكات النخبة الكريولية المحلية، وكانت هذه النخبة التي قادت الكفاح من أجل الاستقلال هي المستفيدة الرئيسية منه. حدث الصراع الأول للسيطرة على الدولة الجديدة بين الفصائل المختلفة التي تنتمي إلى هذه النخبة، وكان الجنرال خوان خوسيه فلوريس مؤسس الجمهورية وأول رئيس للإكوادور ينتمي إلى الطبقة العسكرية الأجنبية، إذ وُلد في فنزويلا وشارك في حروب الاستقلال إلى جانب سيمون بوليفار الذي عينه حاكمًا للإكوادور في أثناء قيام دولة كولومبيا الكبرى. رغم أصوله المتواضعة مع قليل من التعليم الرسمي، فقد تزوج فلوريس من النخبة الإكوادورية ونال قبول هذه النخبة واستحسانها في البداية، لكنه مع مرور الوقت، بدا مهتمًا بإحكام قبضته على السلطة. أفرغت النفقات العسكرية والحملة الفاشلة لانتزاع مقاطعة كاوكا من كولومبيا في عام 1832 خزينةَ الدولة بشكل كامل. قتلت سلطات الإكوادور أربعة ناشطين في عام 1833 بعد أن بدؤوا بنشر مقالات صحيفة للتنديد بنهب الأجانب الخزينةَ الوطنية. كان فلوريس خارج العاصمة كيتو وقت الاغتيال. ومع أنه لم يكن مسؤولًا بشكل مباشر عن عمليات القتل، كان نظامه مرتبطًا بها، وزادت الانتقادات الشعبية له. في عام 1834، قام معارضون بتمرد ضد حكم فلوريس في محاولة منهم لدعم وصول خوسيه فيسنتي روكافيرتي إلى الرئاسة. فشل التمرد، لكن فلوريس عاد ليدعم خصمه روكافيرتي مرشحًا للرئاسة لمدة أربع سنوات. يُعد هذا أول انقلاب في البلاد، لكن فلوريس استمر بالسيطرة على الحكم من خلال قيادته للجيش.
كان تطوير نظام المدارس العامة أهم إنجازات الرئيس روكافيرتي، ومع أنه أدان انتهاكات فلوريس للحريات المدنية سابقًا، فقد قال إن تخلف الإكوادور يجعل من الاستبداد المستنير ضروريًا في هذه المرحلة. عاد روكافويرتي بعد انتهاء ولايته في عام 1839 إلى موطنه غواياكيل حاكمًا للمدينة، ونصب فلوريس رئيسًا للإكوادور مرة أخرى في كيتو. بعد أربع سنوات في الحكم، شكل فلوريس مؤتمرًا دستوريًا كتب دستورًا جديدًا للبلاد، سماه المعارضون «ميثاق العبودية»، وانتُخب فلوريس لولاية جديدة مدتها ثماني سنوات.

## الثورة الماركستية
بلغ الاستياء الشعبي ذروته في عام 1845، واندلع تمرد كبير أطاح بالرئيس فلوريس ونُفي خارج البلاد. عُرف أعضاء التحالف المناهض لفلوريس باسم الماركستيين، وقد شمل هذا التحالف مجموعة متنوعة من المفكرين الليبراليين ورجال الدين المحافظين وممثلين عن رجال الأعمال.
بدأت الثورة ضد حكومة الجنرال فلوريس في 6 مارس عام 1845، بقيادة الجنرال أنطونيو إليزالدي والمقدم فرناندو أيارزا. استولت الجماهير على الأسلحة والمدافع في غواياكيل، واستسلم فلوريس في مزرعته بالقرب من باباهويو، ووافق على الاتفاقية التي كان من شروطها: التنازل عن السلطة وإلغاء جميع المراسيم والقوانين التي أصدرها، وانتهت بذلك 15 سنة من الهيمنة الأجنبية على الإكوادور. حصل فلوريس على 20 ألف بيزو مقابل ممتلكاته، وغادر البلاد إلى إسبانيا على الفور. حكم البلادَ الثلاثيُّ: خوسيه خواكين دي أولميدو، وفيسنتي رامون روكا، ودييغو نوبو.
في عام 1846، أصبح الطفل أغوستين مونيوز دي بوربون، وهو الأخ غير الشقيق للملكة إيزابيلا الثانية ملكة إسبانيا، مرشحًا لعرش الإكوادور. قدّم هذا الاقتراح الرئيس السابق فلوريس، وتألف الاقتراح من جزءين: إعلان أغوستين ملكًا على الإكوادور مع فلوريس وصيًا، ثم إعلانه ملكًا على البيرو وبوليفيا. تلقى الاقتراح في البداية بعض الدعم من الحكومتين الإسبانية والبريطانية، لكنه رُفض لاحقًا.
شكلت السنوات الخمس عشرة التالية واحدة من أكثر الفترات اضطرابًا في تاريخ الإكوادور. تصارع الماركستيون فيما بينهم للسيطرة على الحكم، وكان عليهم أيضًا مواجهة محاولات فلوريس المتكررة من المنفى للإطاحة بالحكومة. كان أول رئيس من الماركستيين رجل الأعمال فيسنتي رامون روكا، الذي بقي في الرئاسة لأربع سنوات كاملة. رغم ذلك، كانت أهم شخصية في ذلك العصر الجنرال خوسيه ماريا أوربينا، الذي وصل إلى السلطة لأول مرة في عام 1851 من خلال انقلاب، وبقي في الرئاسة حتى عام 1856، ثم استمر بالسيطرة على المشهد السياسي حتى عام 1860. تميزت الفترة التالية بالمنافسة بين أوربينا وغارسيا مورينو، إذ اتخذ الليبراليون في ظل حكم أوربينا خطوات مناهضة للتميز العرقي والإقليمية. حرر أوربينا عبيد الإكوادور بعد أسبوع واحد بالضبط من انقلابه عام 1851، وبعد ست سنوات، وضع خليفته وصديقه الجنرال فرانسيسكو روبلز نهايةً لثلاثة قرون من دفع الجزية من قبل الشعوب الأصلية، وارتبطت الليبرالية بتحسين وضع السكان غير البيض في الإكوادور، ودعم أوربينا وروبلز رجال الأعمال في غواياكيل بدلًا من ملاك الأراضي في كيتو.

## 1859: السنة العصيبة
كانت الإكوادور في أزمة حقيقية في سنة 1859، التي عُرفت في كتب التاريخ الإكوادورية باسم «السنة العصيبة». نقل الرئيس روبليز العاصمة إلى غواياكيل في مواجهة خطر الحصار المفروض من البيرو، وطلب من الجنرال خوسيه ماريا أوربينا الدفاع عنها. لم تحظَ هذه الخطوة بقبول شعبي، وظهرت سلسلة متتالية من حركات المعارضة. في الأول من مايو، شكل الثلاثي المحافظ، الدكتور غابرييل غارسيا مورينو، وباسيفيكو شيريبوغا، وجيرونيمو كاريون (نائب رئيس روبلز)، حكومةَ كيتو المؤقتة. انفصل كاريون عن الثلاثي في 6 مايو، وشكل حكومة قصيرة العمر في مدينة كوينكا، إذ عزلته القوات الموالية لروبلز في اليوم التالي. انطلق الجنرال أوربينا على الفور إلى كيتو لإخضاع غارسيا مورينو وتمرده. لم تكن قوات الحكومة المؤقتة متكافئة مع قوات أوربينا. سقطت الحكومة المؤقتة في يونيو، وفرَّ غارسيا مورينو إلى البيرو حيث طلب دعم الرئيس كاستيلا. زوده الزعيم البيروفي بالأسلحة والذخائر لتدمير نظام روبلز. نشر غارسيا مورينو بيانًا في صحيفة كوميركو البيروفية دعا فيه شعب الإكوادور لقبول البيرو حليفًا ضد روبلز رغم النزاع الإقليمي والحصار. سافر غارسيا مورينو بعد ذلك إلى غواياكيل والتقى الجنرال غييرمو فرانكو، القائد العام لمنطقة غواياس والثالث في التسلسل الهرمي في جمهورية الإكوادور بعد روبلز وأوربينا. اقترح غارسيا مورينو إعلان انتخابات حرة، فوافق فرانكو الذي كان يتطلع إلى رئاسة الجمهورية ولم يمانع خيانة بلاده للوصول إلى السلطة.